# Макаренко В'ячеслав Олександрович
В'ячеслав Олександрович Макаренко (19 квітня 1933, місто Фрунзе, тепер місто Бішкек, Киргизстан) — радянський державний діяч, 2-й секретар ЦК КП Киргизії, 1-й секретар Ошського обласного комітету КП Киргизії. Депутат Верховної ради Киргизької РСР. Депутат Верховної ради СРСР 10—11-го скликань (у 1982—1989 роках). Кандидат сільськогосподарських наук.

## Життєпис
Член КПРС з 1953 року.
У 1955 році закінчив Московську сільськогосподарську академію імені Тімірязєва, здобув спеціальність «вчений-агроном».
З 1955 року працював агрономом колгоспу імені Леніна Тонського району Іссик-Кульської області Киргизької РСР.
У 1960—1971 роках — аспірант, молодший науковий співробітник відділу ґрунтознавства Академії наук Киргизької РСР; старший науковий співробітник, заступник директора (з 1964 року) Киргизького науково-дослідного інституту землеробства. Закінчив Академію суспільних наук при ЦК КПРС.
У 1971—1973 роках — 1-й заступник міністра сільського господарства Киргизької РСР.
У 1973 — січні 1981 року — 2-й секретар Ошського обласного комітету КП Киргизії.
У січні — червня 1981 року — 1-й секретар Ошського обласного комітету КП Киргизії.
5 червня 1981 — 13 грудня 1985 року — 2-й секретар ЦК КП Киргизії.
У грудні 1985 — листопаді 1986 року — заступник голови Президії Верховної ради Киргизької РСР. Знятий із посади як такий, що «скомпрометував себе під час перебування на посаді 2-го секретаря ЦК Компартії Киргизії».
Подальша доля невідома.

## Нагороди і звання
- два ордени Трудового Червоного Прапора
- орден «Знак Пошани»
- медалі